# Outrijve
Outrijve est une section de la commune belge d'Avelgem située en province de Flandre-Occidentale. C'était une commune à part entière avant la fusion des communes de 1977.

## Géographie
Outrijve est limitrophe des localités suivantes : Avelgem, Escanaffles, Bossuit, Moen et Heestert.
Le village, au sud de la province, se trouve le long de l'Escaut.

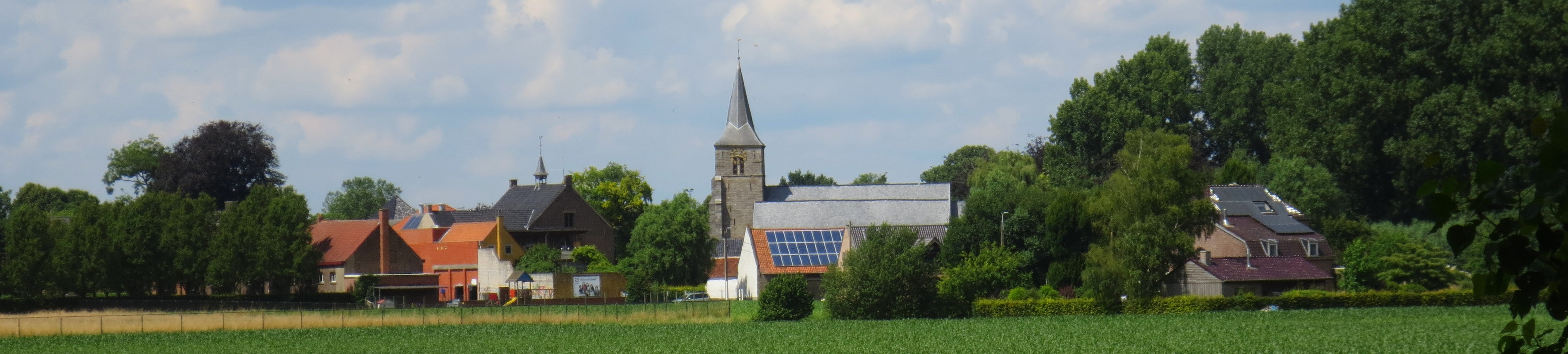
Outrijve

## Démographie

### Évolution démographique
- Sources : INS, Rem. : 1831 jusqu'en 1970 = recensements, 1976 = nombre d'habitants au 31 décembre[3].

## Toponymie
La première mention de Outrijve est, en 960, Alta Ripa (haute rive), Alterrive en 1140, Outerive vers 1185. Sur les cartes anciennes, on trouve les mentions de Haulte Rive ou Hautrive.

## Monuments

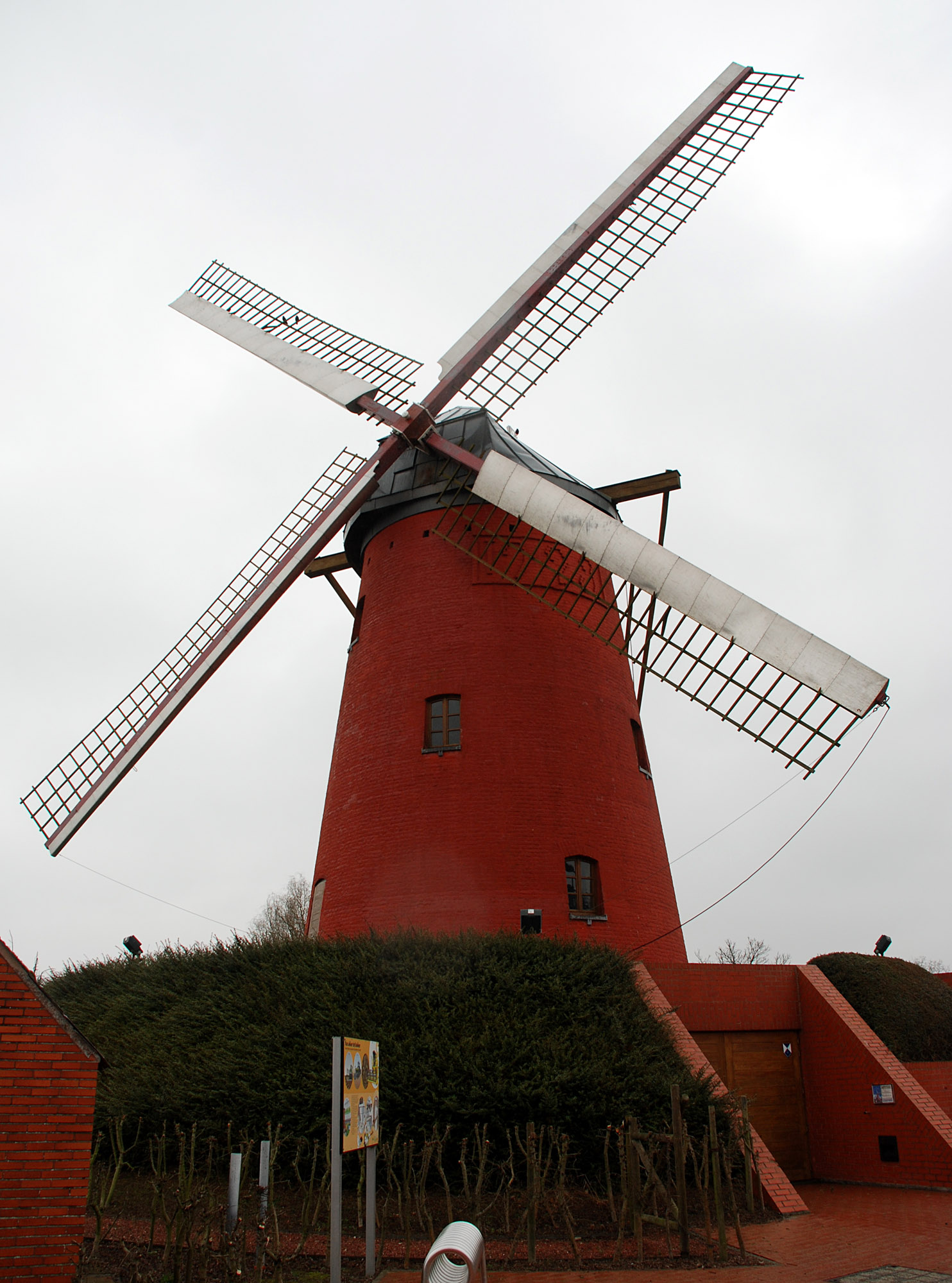
Le moulin

- Le Tombeelmolen : un moulin à vent en pierres, datant initialement du XVIIIe siècle, mais reconstruit en 1923.